# K. Satchidanandan

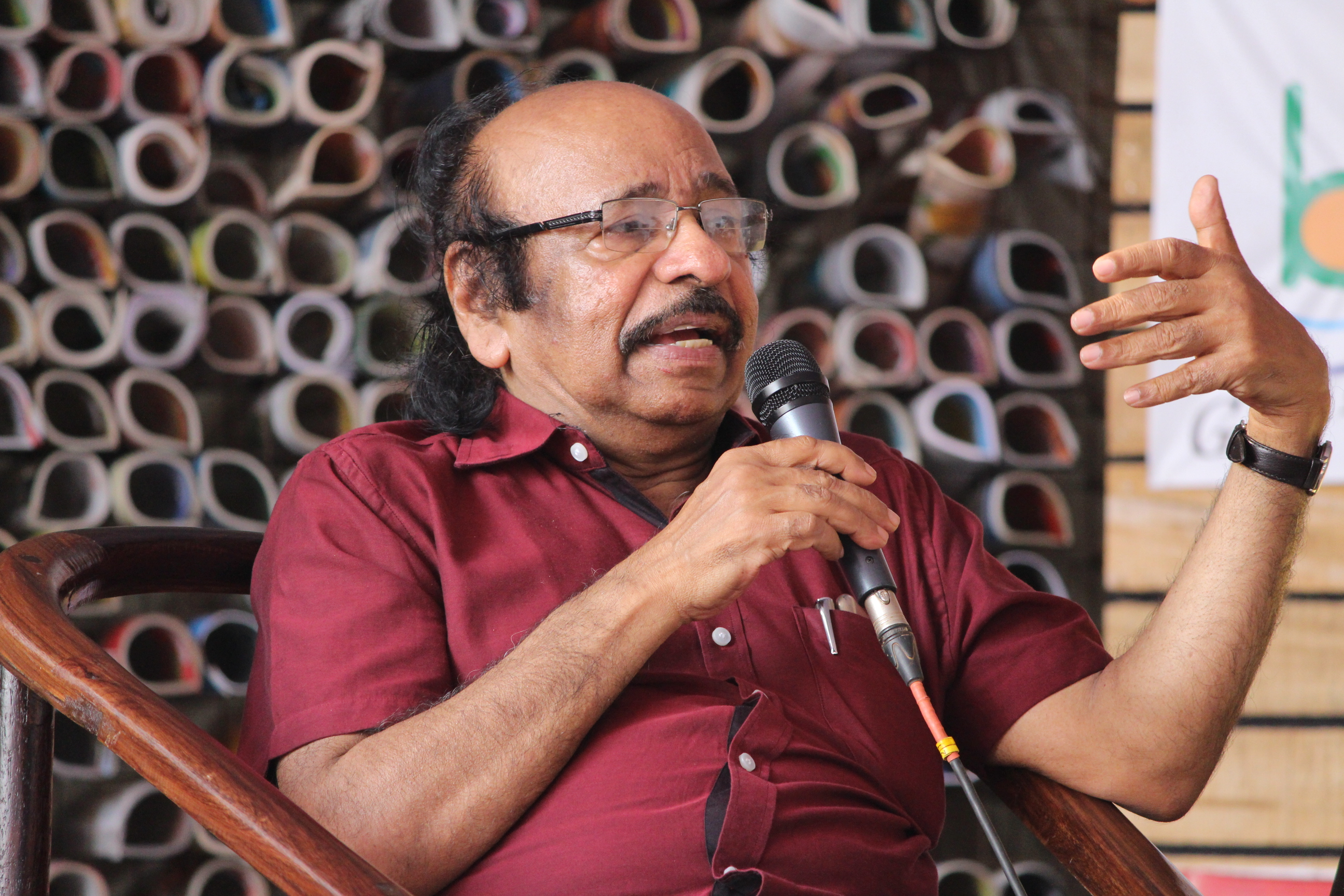
K. Satchidanandan

Koyamparambath Satchidanandan (* 28. Mai 1948 in Pulloot, Kerala) ist ein indischer Dichter, der seine Werke auf Malayalam und Englisch verfasst. Bekannt wurde er auch für seine säkularen und gegen das Kastenwesen gerichteten Ansichten.

## Leben und Werk
K. Satchidanandan erwarb einen Magister in Anglistik von der Kerala Universität und promovierte in post-strukturalistischer Theorie an der Universität Calicut in Kerala. Er lehrte 25 Jahre Anglistik am Christ College der Universität Calicut. Nach einer erfolgreichen akademischen Karriere wurde er Herausgeber des englischsprachigen Literaturjournals der nationalen Literaturakademie Indiens (Sahitya Akademi, New Delhi). In Anerkennung seines umfangreichen und innovativen Werkes wurde er 1996 einstimmig zum Generalsekretär der Saitya Akademi Indiens gewählt.
Der national und international bekannte indische Dichter repräsentiert die Moderne Dichtung Indiens in Malayalam. Seine Beiträge zur Literaturkritik und -theorie (in Englisch und Malayalam) fanden große Beachtung. Intensiv hat er sich mit indischen und westlichen Dichtungskonzepten auseinandergesetzt und als Interpret neuer literarischer Bewegungen indischer Literaturen hervorgetan

## Auszeichnungen
- 1984: Kerala Sahitya Akademi C.B. Kumar Award für Prosa für Kavitayum Janatayum
- 1989: Kerala Sahitya Akademi Award für Prosa für Ivanekkoodi
- 1999: Kerala Sahitya Akademi Award für Drama für Gandhi
- 2001: Kerala Sahitya Akademi Award für Reiseberichte für Pala Lokam Pala Kaalam
- 2009: Kerala Sahitya Akademi Award für Übersetzung für Padinjaran Kavithakal
- 2010: Kerala Sahitya Akademi Fellow
- 2012: Sahitya Akademi Award für Marannu Vecha Vasthukkal

## Werk in deutscher Übersetzung
- K. Satchidanandan: Ich glaube nicht an Grenzen. Gedichte. Aus dem Malayalam übersetzt von Annakutty Valiamangalam K.-Findeis. Draupadi Verlag, Heidelberg, 2006, ISBN 978-3-937603-12-4.